# Thibert (fils de Chilpéric Ier)
Thibert ou Théodebert (circa 548-551 † 575) est un prince franc, fils de Chilpéric Ier, roi des Francs à Soissons, et de sa première épouse Audovère.

## Biographie
En 561, lors d'une guerre entre son père et son oncle Sigebert Ier, roi des Francs d'Austrasie, il est capturé par ce dernier lors de la prise de Soissons et envoyé à Ponthion, et n'est libéré qu'un an plus tard, après avoir prêté un serment par lequel il s'engageait à ne pas s'attaquer à son oncle.
Cependant, lors d'un conflit ultérieur, en 573, il dévaste la Touraine, qui appartient à Sigebert. Au bout de deux ans de guerres, il est vaincu et tué par les ducs Gontran Boson et Godogisel.